# سیدصبهان
سیدصبهان (شوش)، روستایی از توابع بخش فتح‌المبین شهرستان شوش در استان خوزستان ایران است.

## جمعیت
این روستا در دهستان سرخه قرار دارد و براساس سرشماری مرکز آمار ایران در سال ۱۳۸۵، جمعیت آن ۵۵۳ نفر (۹۰خانوار) بوده‌است.